# Vladímir Aleksándrovich Mau
Vladímir Aleksándrovich Mau (nacido el 29 de diciembre de 1959, Moscú) – economista ruso, colaborador estrecho de Ye. T. Gaidar, Directivo de «Gazprom, Sociedad Anónina Pública» Archivado el 28 de julio de 2016 en Wayback Machine. desde el año 2011.
Desde el año 2002 es el Rector de la Academia de economía nacional adjunta al Gobierno de la Federación de Rusia, y desde el año 2010 es el Rector de la Academia Presidencial Rusa de economía nacional y administración pública. Consejero de Estado de la Federación de Rusia de clase I (2001). Miembro de la Presidencia del Consejo Económico adjunto al Presidente de la Federación de Rusia.

## Formación
En el año 1981 se graduó del Instituto de Moscú de la Economía Nacional G.V. Plejánov con especialidad de economista, planificación de la economía nacional.
- En el año 1986 cursó los estudios de posgrado del Instituto de economía de la Academia de Ciencias de la URSS .
- Desde el año 1994 es Doctor en ciencias económicas.
- Desde el año 1996 es el Profesor catedrático.
- Desde el año 1999 es el Doctor en filosofía (PhD) de la Universidad Pierre Mendés France (Grenoble, Francia) con especialidad de Economía aplicada (fr. Science economique appliquee).

## Carrera
- En los años 1981 -1991 trabajó en calidad de colaborador científico en el Instituto de economía de la Academia de Ciencias de la URSS .
- En los años 1991 -1992  trabajó en calidad del jefe de laboratorio del Instituto de política económica de la Academia de economía nacional. El Instituto fue encabezado por Yegor Timúrovich Gaidar.
- En 1992 trabajó en calidad de asesor del Presidente del Gobierno de la Federación de Rusia Yegor Timúrovich Gaidar.
- En los años 1993 -1994 trabajó en calidad de asesor del Primer Vicepresidente del Gobierno de la Federación Rusa Ye.T. Gaidar.
- En los años1993-1997 trabajó en calidad de Subdirector del Instituto de la economía del período transitorio (IEPT) Ye.T. Gaidar.
- Desde el 8 de septiembre de 1997 hasta el 16 de mayo de 2002 ocupó el cargo del Jefe del Centro de trabajo para la reforma económica adjunto al Gobierno de la Federación Rusa.
- El 14 de mayo de 2002, elegido en la conferencia de la Academia por el plazo de 5 años en virtud del Decreto del Gobierno de la Federación Rusa, fue nombrado para el cargo de Rector de la Academia de economía nacional adjunta al Gobierno de la Federación Rusa.
- El 9 de junio de 2007, después del nombramiento repetitivo para el cargo de Rector, de nuevo fue aprobado como el Rector por un plazo de 5 años.
- El 23 de septiembre de 2010, tras la fusión de la Academia de economía nacional adjunta al Gobierno de la Federación Rusa y la Academia Presidencial Rusa de administración pública, así como las doce academias regionales del servicio público,  por la Resolución Nº1562-R del Gobierno de la Federación de Rusia de fecha 23 de septiembre de 2010 año  fue nombrado para el cargo de Rector de la Academia Presidencial Rusa de economía nacional y administración pública
- Desde el año 2011 es el Miembro del Consejo científico del Consejo Ruso para los asuntos Internacionales.

## Rango
Consejero Actual de Estado de la Federación de Rusia de clase I. (el 20 de junio de 2001)

## Actividad de enseñanza
- En los años 1988-1992, trabajó en calidad de profesor de historia económica en la Universidad Estatal de Moscú M.V. Lomonósov.
- En los años 1993-1999 trabajó en calidad de profesor en la Universidad Estatal - Escuela Superior de economía.
- Impartió clases en el Centro de Moscú de la Universidad de Stanford, Estados Unidos.

El Redactor Jefe de la revista «Política económica» (desde al año 2006). El Presidente del Consejo Editorial de la revista «Logos». Miembro del Consejo Editorial de las revistas «Voprosy ekonómiki» (Asuntos económicos), «Véstnik Evropy» (Boletín de Europa), «Journal of Economic Transition» (Estados Unidos),  «Finansy y Business» (Finanzas y negocios).
Intereses científicos: historia del pensamiento económico ruso y reformas económicas, historia y teoría de la política económica, análisis comparativo de la política económica, economía política,economía constitucional.
Jefe del Campus de verano de la Academia Presidencial (Tataristán)

## Membresía en comisiones científicas y consultivas
- Miembro de la Presidencia del Consejo Económico bajo el presidente de la Federación Rusa
- Miembro de la Comisión Presidencial para el servicio público y reserva de personal administrativo
- Desde el 11 de enero de 2010 es el miembro de la Comisión gubernamental para el desarrollo económico e integración, el presidente del Consejo de Experto
- Desde el 20 de octubre de 2005 es el miembro del Consejo bajo el presidente de la Federación Rusa para ciencia, tecnología y educación.  De nuevo fue nombrado para el cargo en el Consejo el 26 de diciembre de 2006 y el 16 de diciembre de 2008. Desde el 26 de diciembre de 2006 es el miembro de la Presidencia del Consejo (de nuevo fue nombrado para el cargo en la Presidencia el 16 de septiembre de 2008)
- Desde el 31 de julio de 2003 -el miembro de la Comisión Gubernamental para la realización de reforma administrativa.  El 21 de mayo de 2004 y el 25 de agosto de 2008 de nuevo fue nombrado para el cargo de miembro de la Comisión.
- Desde el 4 de diciembre de 2007 es el miembro de la Comisión de Gobierno para evaluación de actividad de las autoridades ejecutivas federales y regionales.  El 12 de junio de 2008 de nuevo fue nombrado para el cargo del miembro de la Comisión.
- El miembro de la Comisión Gubernamental para la coordinación del Gobierno abierto.
- El Presidente de Consejos públicos adjuntos al Ministerio del desarrollo económico de la Federación Rusa, Servicio Federal de trabajo y empleo en Rusia, Servicio Federal de impuestos de Rusia.
- El miembro del Consejo científico de la Academia Rusa de Ciencias para los problemas de la historia económica de Rusia y del mundo.
- El miembro del Consejo científico para los «Problemas del desarrollo integral de empresas industriales»  de la División de Ciencias Sociales de la Academia Rusa de Ciencias.
- El miembro de la Comisión superior para la certificación del Ministerio de educación y ciencia de Rusia
- Cogerente del Consejo experto para la renovación de la Estrategia 2020 (junto con Y.I. Kusmínov)
- Desde el 25 de agosto de 2008  es el miembro de la Comisión bajo el presidente de la Federación  Rusa para la formación y preparación de reserva de los directivos (derogada).
- Desde el 29 de octubre de 2010 es el miembro de la Comisión bajo el presidente de la Federación Rusa para la reforma y desarrollo de servicios públicos (derogada).

## Premios

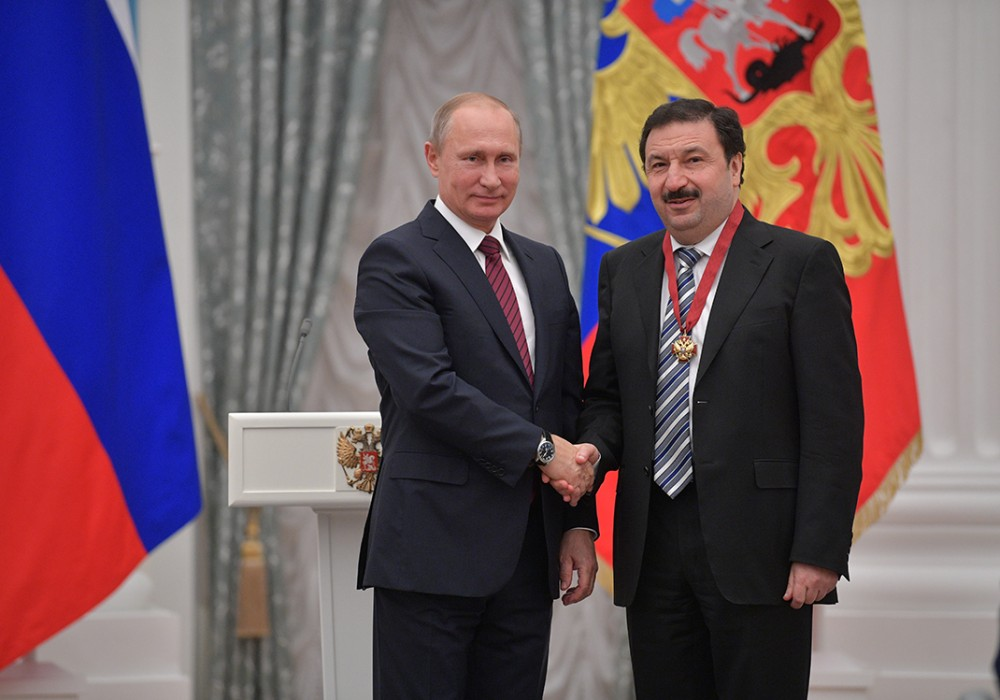
El «Orden por Méritos ante la Patria» del grado III (el 15 de noviembre de 2017)

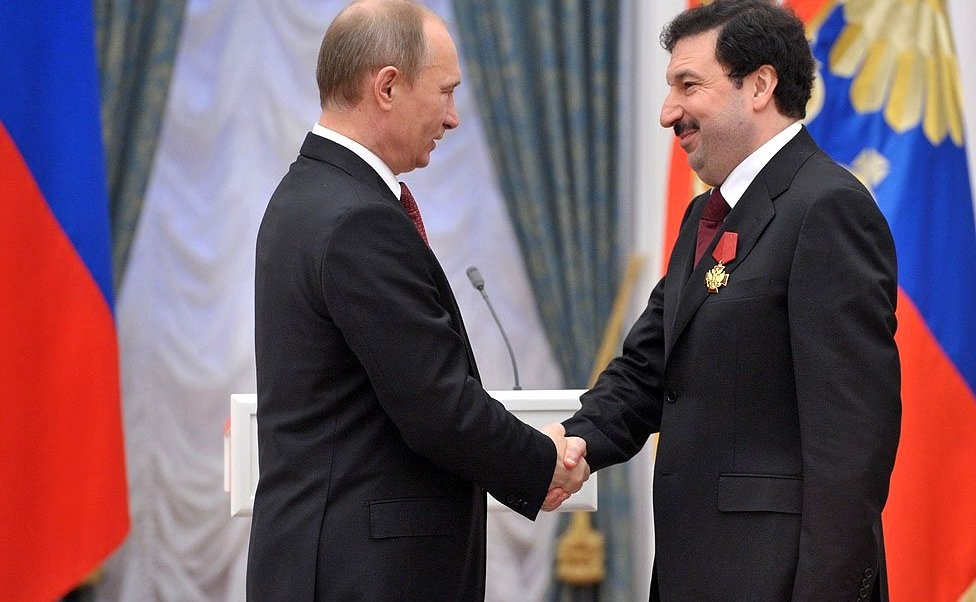
Fue condecorado con el «Orden por Méritos ante la Patria» del grado IV el 26 de diciembre de 2012

- El «Orden por Méritos ante la Patria» del grado III (el 15 de noviembre de 2017)
- El «Orden por Méritos ante la Patria» del grado IV (el 28 de julio de 2012) — por los méritos en la elaboración de la política socioeconómica del estado y la fructífera labor científica plurianual
- El Orden de honor (el 8 de marzo año 2009) — por los éxitos laborales logrados y labor fructífero científico plurianual
- La Medalla «En conmemoración del 850-o Aniversario de Moscú»(el año 1997)
- Economista emérito de la Federación Rusa (el 7 de junio de 2000) - por los méritos en el campo de economía y finanzas

## Grados académicoshonoris causa
El Profesor catedrático emérito de la Universidad Estatal Rusa-Armenia (Eslava) — por la contribución significativa en el desarrollo de la teoría y la práctica de reformas económicas y por la frutífera labor científica y pedagógica plurianual , por el gran profesionalismo en todos los aspectos de actividad.

## Trabajos
Es el autor de más de 20 libros y cerca de 600 artículos publicados en revistas científicas, periódicos de Rusia, Inglaterra, Francia, Alemania e Italia, incluyendo:
- Desarrollo de la teoría escalonada de la economía socialista (finales de los años 30s y principios de los años 60s): Memoria de una tesis de candidato a doctor, de doctorado en ciencias económicas M., 1986.
- En busca de regularidad: De la historia de la idea soviética de economía de los años 30s y principios de los años 60s. M., 1990.
- Las regularidades de la revolución, la experiencia de reestructuración y nuestras perspectivas. M., 1991 (coautor).
- La Reestructuración como una revolución: la experiencia del pasado e intento de predecir / / Kommunist. M., 1992 №11 (coautor).
- Reforma y dogmas. M., 1993.
- Economía y poder: resultados de paso. M., 1994.
- Economía y poder. La Historia política de reformas económicas en Rusia, 1985-1994, M., 1995.
- The Political History of Economic Reform in Russia, 1985—1994. (La Historia política de reformas económicas en Rusia, 1985-1994, M., 1995). Londres: Centre for Research into Communist Economies, 1996. (Centro de investigación de  economías communistas, 1996).
- Estabilización macroeconómica, las tendencias y alternativas de la política económica de Rusia. M., 1996.
- Economía y derecho. Problemas constitucionales de la reforma económica en Rusia. M., 1998.
- Reforma económica: a través del prisma de la Constitución y política. M., 1999.
- Reformas económicas rusas como se ve por un Insider: ¿Éxito o fracaso? Londres: RIIA, 2000.
- Intelectualidad, historia y revolución // Novy Mir (Nuevo Mundo),  n.º 5, 2000.
- Revoluciones grandes. De Cromwell a Putin. M.: Vagrius, 2001. (Coautor con I.V.Starodubróvskaya).
- The Challenge of Revolution. (El reto de la revolución) Oxford University Press, 2001. (Coautor con I.V.Starodubróvskaya).
- Economía constitucional para las Escuelas Superiores. Material didáctico. М., 2002, 2003, 2010. (En coautoría).
- Economía constitucional para las escuelas. M., 2003, 2006. (en coautoría).
- Marxismo: entre la teoría científica y la «religión secular» (apología liberal) // Voprosy ekonomiki (Asuntos económicos), N.º 5-6, 2004 (en coautoría con Ye.T. Gaidar).
- Economía constitucional. Manual para las escuelas superiores legales y económicas. M., 2006 (en coautoría).
- Región de Kaliningrado: del «portaaviones insumergible» al «taller de montaje insumergible» М., 2002. (En coautoría).
- From Crisis to Growth. (De crisis al crecimiento.)  (Londres, CRCE, 2005).
- Reforma y dogmas. El Estado y la economía en la época de reformas y revoluciones (1861-1929). М., 2013.
- Las crisis y las lecciones. Economía de Rusia en una época de turbulencia. M.: Editora del Instituto Gaidar, 2016.
- Russia’s Economy in an Epoch of Turbulence: Crises and Lessons. Abingdon, Oxon; New York, NY: Routledge, 2018.

## Anotaciones
En el libro «Reformas y dogmas. El estado y la economía  en la época de reformas y revoluciones (1860-1920)» se trata de la historia de la economía y la política económica de Rusia y la URSS en el primer tercio del siglo XX. Se muestra la integridad de aquel período, incluyendo la continuidad de las decisiones económicas de los sucesivos gobiernos de Rusia (Zar, Gobierno Provisional, Gobierno Bolchevique). Se analiza la búsqueda de medidas para sacar el país de la crisis socioeconómica o para acelerar el crecimiento económico por varios gobiernos.
El libro «En busca de la regularidad: discusiones económicas de los años 1930-1960s» es dedicada a uno de los períodos más dramáticos de la historia de la idea económica soviética. El libro trata de la profunda crisis que se extendió a la ciencia en las condiciones formación del sistema administrativo y represiones hacia los prominentes economistas académicos, así como el primer intento de salir de esta crisis asociado con la formación teórica de reforma económica en el año 1965 en la URSS. Analizando la teoría de la economía planificada, el autor revela la lógica interna del desarrollo de la ciencia, contradicciones propias y saltos cualitativos, la relación de puntos de vista de la economía política y los conceptos de mecanismo económico.
«Economía y poder: la historia política de las reformas económicas en Rusia (1985-1994)» examina la interrelación y el impacto de problemas económicos y políticos que surgieron durante el período de la perestroika (reconstrucción) y después del colapso del sistema soviético, revela las razones de decisiones adoptadas por el cuerpo superior de la URSS y Rusia, así como ilusiones y equivocaciones de las autoridades. El libro fue publicado en la Editora «Delo» en 1994, y en el año 1996 el libro apareció en el Reino Unido bajo el nombre de "The Political History of Economic Reform in Russia, 1985-1994 (L.: Centre for Research into Communist Economies).
«Reforma económica: a través del prisma de la Constitución y la política» representa uno de los primeros estudios de problemas de la economía constitucional en relación con Rusia contemporánea. El libro explora los problemas constitucionales (y, ampliando el tema, los de derecho) de las reformas económicas rusas, basando en las experiencias de países desarrollados y los en desarrollo. Los problemas económicos se consideran aquí a través del prisma de los factores extraeconómicos a saber los de carácter político y constitucional de derecho. Por la primera vez el libro fue publicado en la Editora «AdMarginem» en el año 1999.
«Revoluciones grandes. De Cromwell a Putin» (M.: Vagrius, 2001. ed.2-a — 2004), también fue publicada por la Editora de la Universidad de Oxford bajo el nombre de «The Challenge of Revolution: Contemporary Russia in Historical Perspective» (Oxford: Oxford University Press, 2001). Los eventos en Rusia de los años 1985-2000 se consideran en el libro en el contexto de las  revoluciones grandes del pasado: la guerra civil inglesa, revolución francesa, las revoluciones rusa y mexicana de los principios del siglo XX. Los autores muestran que la transformación poscomunista de Rusia puede entenderse mejor a partir del análisis histórico. Aquí se presentan pruebas de que a finales del siglo XX Rusia experimentó una revolución de gran escala, que sus principales características son extremadamente similares a revoluciones grandes del pasado. Este concepto no sólo explica las causas y consecuencias de eventos claves en el país después del año 1985, sino que permite entender la lógica de evolución de la situación en la Rusia contemporánea.
«Las crisis y las lecciones. Economía de Rusia en una época de turbulencia» (М.: Editora del Instituto Gaidar, 2016), es dedicada al estudio de las crisis en la historia rusa reciente. El análisis ha sido llevado a cabo en el contexto de la experiencia de crisis de gran escala del siglo pasado. En la publicación la atención especial se da a los problemas de la crisis global contemporánea y su desarrollo en condiciones de Rusia. El libro es destinado a economistas, historiadores y todos aquellos que están interesados en las realidades de la política económica e historia económica.

## Enlaces
- Sitio web personal de V.A. Mau
- Biografía de V.A. Mau en el sitio web de la  Academia Presidencial Rusa de economía nacional y administración pública (RANEPA)

- Datos: Q4285526
- Multimedia: Vladimir Mau / Q4285526